# Ulrichskirchen-Schleinbach
Ulrichskirchen-Schleinbach osztrák mezőváros Alsó-Ausztria Mistelbachi járásában. 2021 januárjában 2631 lakosa volt. 

## Elhelyezkedése

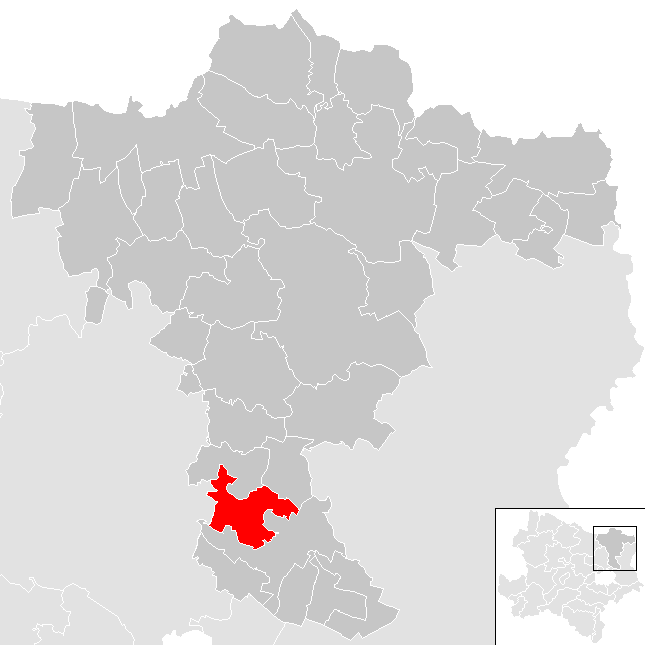
Ulrichskirchen-Schleinbach a Mistelbachi járásban

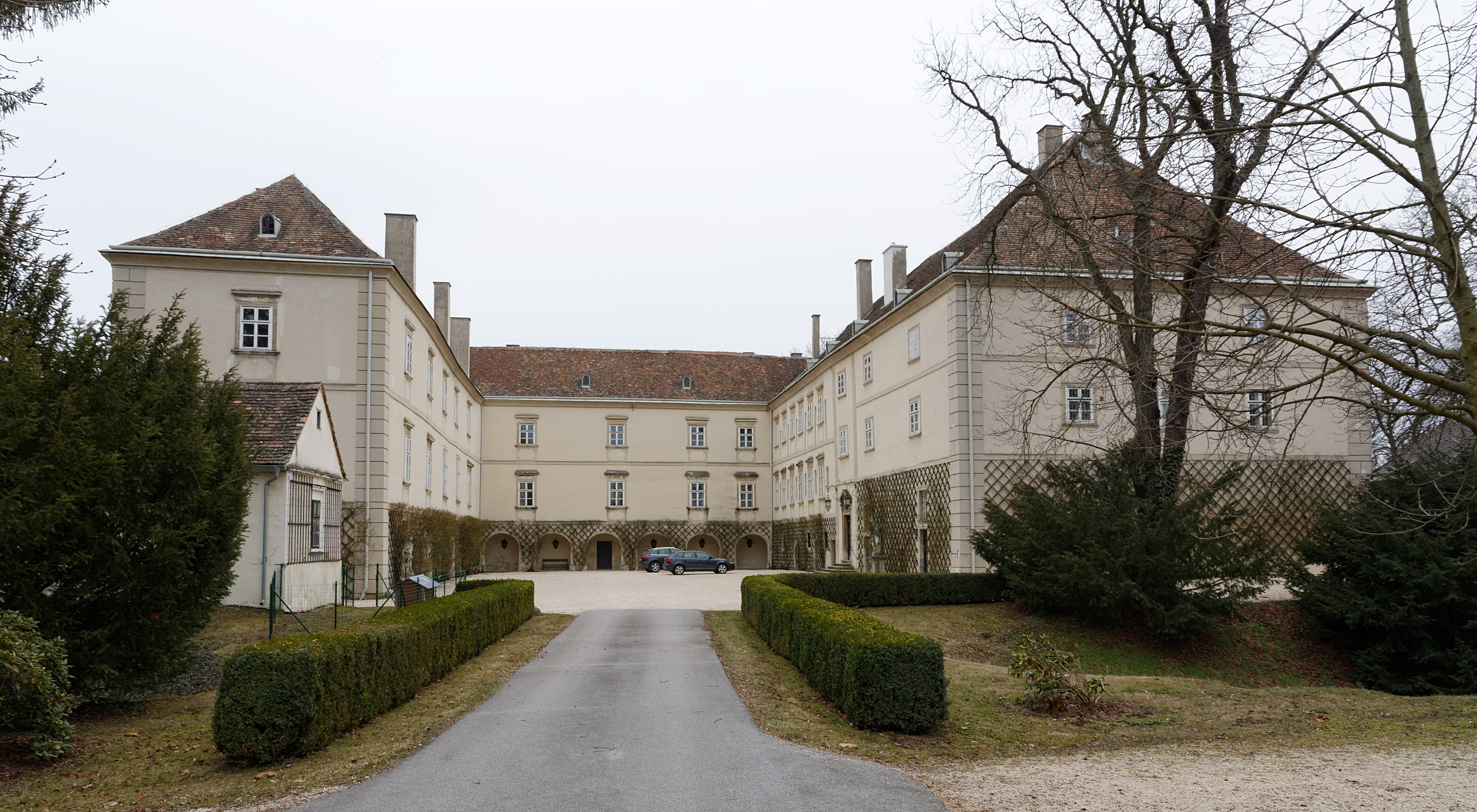
Az ulrichskircheni kastély

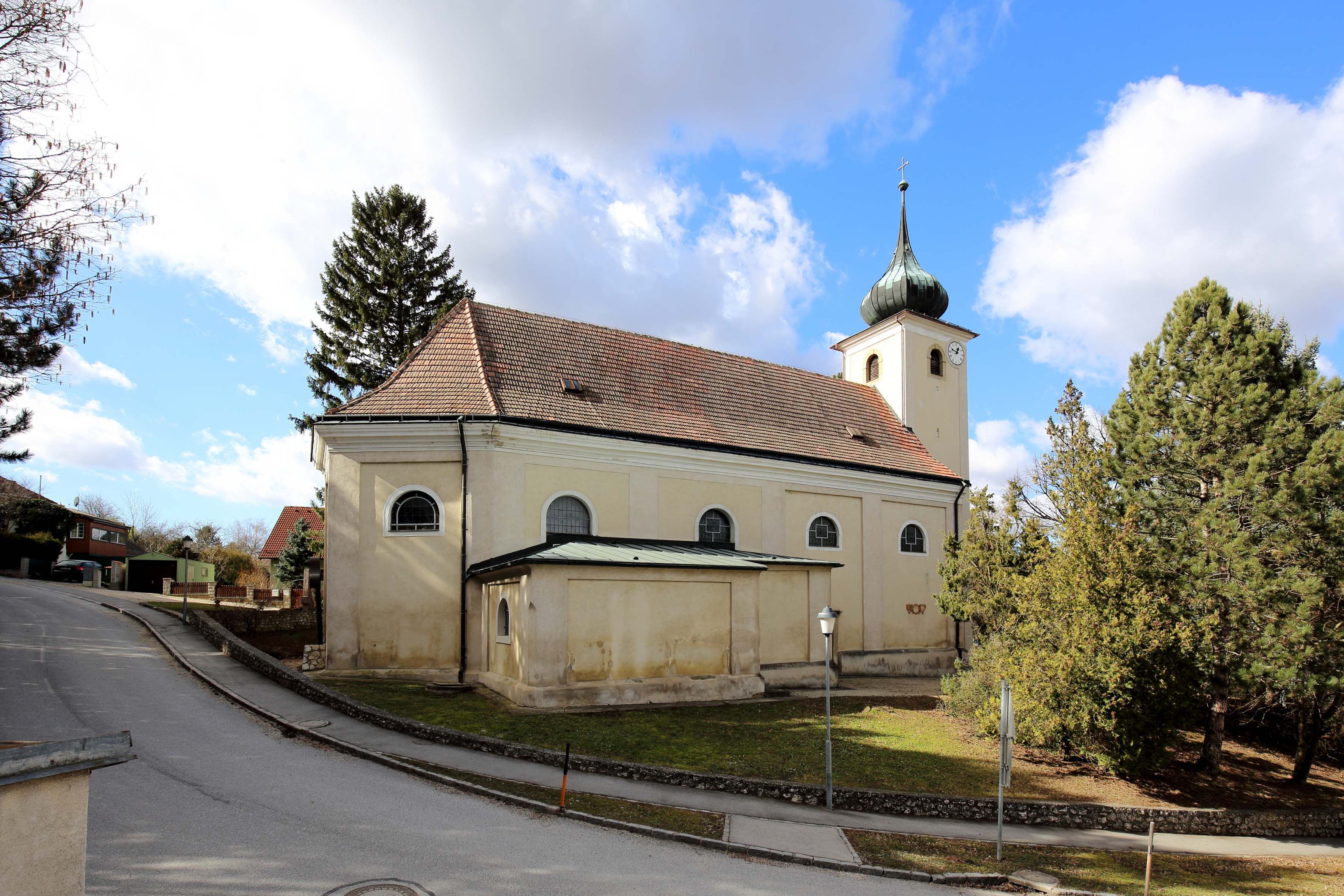
A schleichenbachi Szt. Péter-plébániatemplom

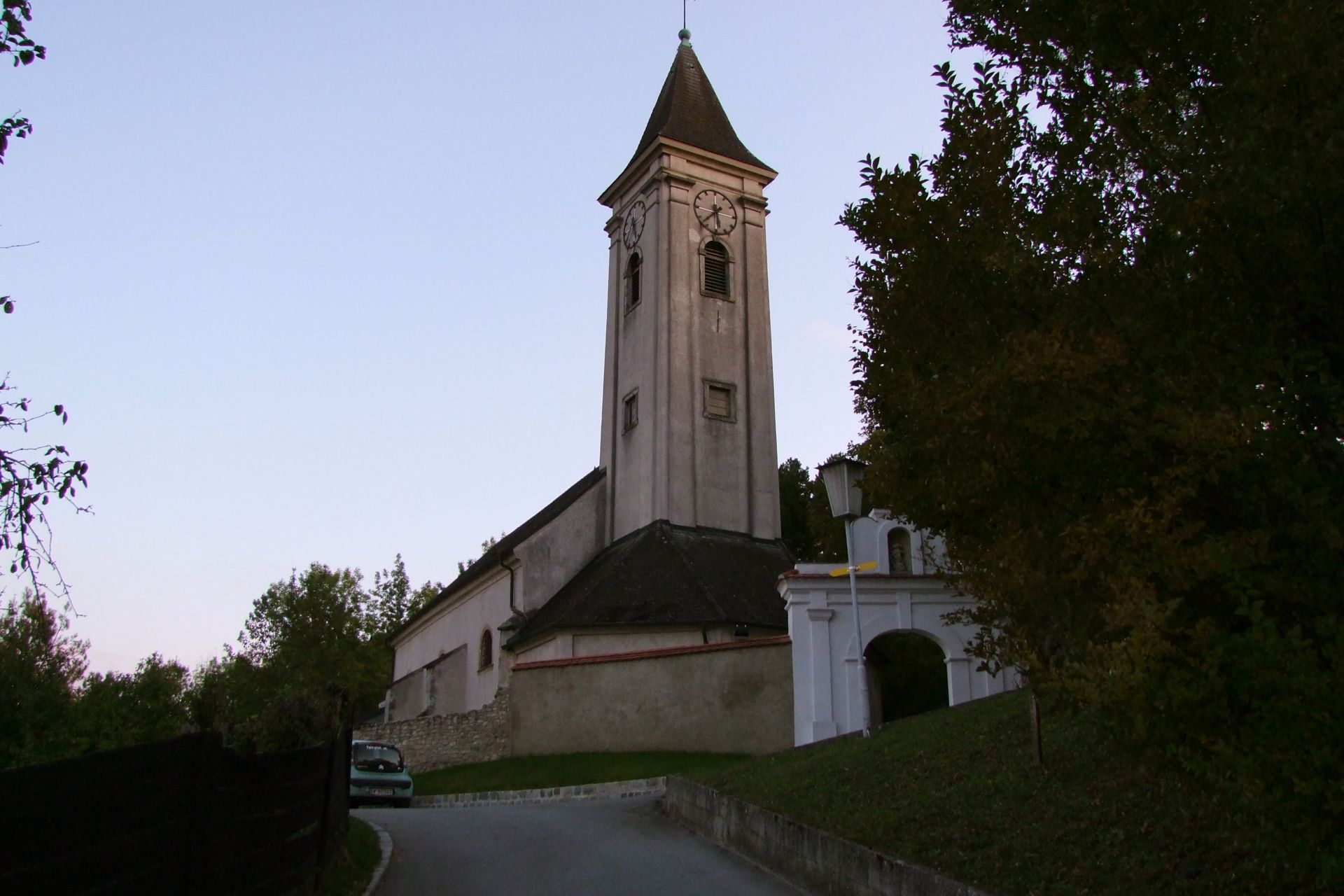
A kronbergi Szűz Mária-plébániatemplom

Ulrichskirchen-Schleinbach a tartomány Weinviertel régiójában fekszik a Russbach folyó mentén. Területének 26,7%-a erdő, 59,5% áll mezőgazdasági művelés alatt. Az önkormányzat 3 települést, illetve településrészt egyesít: Kronberg (489 lakos 2021-ben), Schleinbach (1026) és Ulrichskirchen (1116).
A környező önkormányzatok: északra Kreuttal, északkeletre Hochleithen, délre Wolkersdorf im Weinviertel, nyugatra Harmannsdorf.

## Története
A mezőváros területén a régészek neolitikus, a kora bronzkori úněticei kultúrához tartozó, valamint római kori germán települések nyomait tárták fel. 
A 19-20. század fordulóján a Bécs-közeli Schleinbach divatos üdülőhellyé fejlődött; ma is láthatók az ebben az időszakban épült villák, nyaralók. A környező erdőkben túraösvények sűrű hálózatát építették ki. Itt volt a központja az Osztrák Hegymászó Szövetség kreuttali divíziójának. 
A második világháború végén, 1945. április 14-16 között Schleinbach heves harcok színterévé vált, ahol 40 német és 15 szovjet katona esett el és a település épületeinek nagy része romba dőlt. A visszavonuló német csapatok hét hidat – köztük három vasúti hidat – robbantottak fel. Április 12-19 között Ulrichskirchent több légitámadás érte, melyekben civilek vesztették életüket és hét ház leégett.

## Lakosság
A ulrichskirchen-schleinbachi önkormányzat területén 2021 januárjában 2631 fő élt. A lakosságszám 1971 óta gyarapodó tendenciát mutat. 2019-ben az ittlakók 92,5%-a volt osztrák állampolgár; a külföldiek közül 1,7% a régi (2004 előtti), 3,2% az új EU-tagállamokból érkezett. 1,9% az egykori Jugoszlávia (Szlovénia és Horvátország nélkül) vagy Törökország, 0,7% egyéb országok polgára volt. 2001-ben a lakosok 84,3%-a római katolikusnak, 1,3% evangélikusnak, 3,2% mohamedánnak, 9,7% pedig felekezeten kívülinek vallotta magát. Ugyanekkor 4 magyar élt a mezővárosban; a legnagyobb nemzetiségi csoportot a németek (95,3%) mellett a törökök alkották 1,2%-kal. 
A népesség változása:

| 2016 | 2 606 |
| 2018 | 2 630 |

## Látnivalók
- az ulrichskircheni kastély
- az ulrichskircheni Szt. Ulrik-plébániatemplom
- a schleinbachi Szt. Péter-templom
- a kronbergi Szűz Mária-plébániatemplom

## Fordítás
- Ez a szócikk részben vagy egészben  az   Ulrichskirchen-Schleinbach című német Wikipédia-szócikk ezen változatának fordításán alapul.  Az eredeti cikk szerkesztőit annak laptörténete sorolja fel. Ez a jelzés csupán a megfogalmazás eredetét és a szerzői jogokat jelzi, nem szolgál a cikkben szereplő információk forrásmegjelöléseként.